# حادثه (فیلم ۲۰۱۳)
«حادثه» (انگلیسی: Accident (2013 film)) یک فیلم است که در سال ۲۰۱۳ منتشر شد.